# Nasa Para Wing

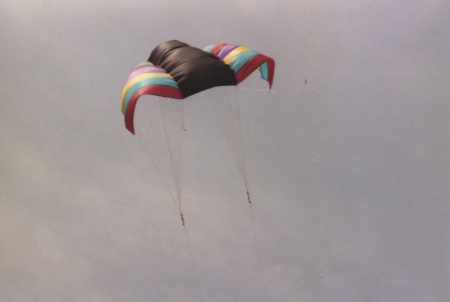
NPW5 im Flug

Ursprünglich als Fallschirm für das Apollo-Programm der NASA von Francis Rogallo entwickelt, wurde der Nasa Para Wing (NPW) als Lenkdrachen konzipiert. Durch fortlaufende Modifikationen des Grundkonzeptes wurden insgesamt 24 Testmodelle (NPW1 – NPW24) entworfen. Vor allem das fünfte Modell versprach größtmögliche Flugstabilität – als erstes wurde so der NPW5 als lenkbare Tragfläche umgestaltet.
Im Gegensatz zu vielen anderen Lenkdrachen bestehen die NPWs aus nur einer Lage Stoff, der an der Nase eine Kappe bildet. Erst durch diese und die Waageleinen erhält die Tragfläche ein flügelähnliches Profil. Der Druck des Windes hält das Segel gefüllt, ohne dass es zusätzlicher Verstrebungen oder Versteifungen bedarf.
Der ursprünglich als Zweileiner populäre Drachen wird inzwischen vor allem als Vierleiner geflogen. Indem die Leinen der Schleppkante separat zu den Handgriffen geführt werden, sind mit dem NPW 5 die meisten für einen Vierleiner typischen Flugfiguren möglich. Allerdings ist das Windfenster bei diesem Modell konstruktionsbedingt recht eingeschränkt, so dass der NPW5 als Zugdrachen für z. B. Buggys nur eingeschränkt zu nutzen ist.
Recht bald gab es neben den kommerziell vertriebenen NPW5 eine verbesserte Version, den eNPW5 von Peter de Jong (Niederlande). Der US-amerikanische Drachenbauer Bill Painter modifizierte 2002 mit dem Franzosen Jean-Pierre Gleyzes als erster das Modell des NPW5, indem er eine weitere Mittelsektion mit einem weiteren Tragflächenpaneel verband. In der Folge vertrieben auch mehrere Firmen den NPW9, so dass Painter und Gleyzes ihr (unkommerzielles) Konzept in NPW9b umbenannten. Der NPW9b ist stabiler, hat ein weit größeres Windfenster, entwickelt stärkeren Zug und ist einfacher und leichter zu steuern.
Aus den mit dem NPW9b-Konzept gingen ihrerseits weitere Verbesserungen hervor, die gleichfalls nicht kommerziell vertrieben werden. 2003 modifizierte Fredrik Lejonklou die Mittelsektion des NPW9b und entwickelte ein eigenes Profil für die Tragfläche – er veröffentlichte die Pläne unter dem Namen Teega. Jan Claes aus Belgien verbreiterte 2004 die Mittelsektion des NPW9b auf das Dreifache und wandelte gleichzeitig die Nase des Profils ab. Das Ergebnis ist der NPW-HA. Das Problem der kollabierenden Tragfläche, welches beim NPW5 und eNPW5 noch recht häufig auftrat, kann bei allen weiteren genannten Modellen durch Feineinstellung der Waageleinen weitgehend behoben werden.
Die Konstruktion aller NPWs erlaubt bei wenig Materialeinsatz eine beachtliche Segelfläche. Der hier abgebildete NPW5 ist 195 cm breit und lastet ab Windstärke 4 den Mann aus. Größere Segel vor allem des NPW9b werden auch als Zugdrachen zum Kitebuggyfahren eingesetzt. Vorteile dieser Segelkonzeptionen ist ihr kleines Packmaß, aber auch ihr äußerst geringer Preis. Gleichzeitig ist das Anfertigen eines solchen Drachens beinahe jedem möglich: Alle Nähte sind (im Gegensatz zu z. B. Parafoils) gerade und flach. Das sehr geringe Gewicht macht diese Drachen zu wahren Leichtwindwundern. Ein Windhauch genügt, und die Tragfläche bleibt stabil. Zudem ist die Konstruktion nahezu unverwüstlich: Im Gegensatz zu komplizierteren Flügelkonzeptionen können auch bei Kollisionen mit hartem Untergrund keine Zellen platzen oder reißen. Ein Nachteil gegenüber anderen Zugdrachen ist das kleinere Windfenster; dies konnte jedoch in der Weiterentwicklung von NPW5 zu den Folgemodellen bei weitem verbessert werden. Die geringe Fluggeschwindigkeit, die den NPW5 bei vielen Piloten unbeliebt machte, konnte mit der Fortentwicklung des Konzepts merklich erhöht werden.

## Weiterentwicklungen des Konzepts
Mögliche Ziele der Verbesserung des Konzepts gibt es viele. Derzeit arbeiten Jan Claes und der Däne Bill Rassmussen an der Entwicklung eines statischen Einleinerdrachens auf der Grundlage des NPWs.
Ein weiterer Fokus der Entwicklung liegt darauf, ein Segel zu entwickeln, welches ohne Waageleinen auskommt. Diese bremsen das Segel in der Luft, wodurch sich Leichtwindeigenschaften und das Windfenster verkleinern. Die Konstruktion eines solchen Segels erweist sich jedoch als sehr komplex, da der Zuschnitt bereits die dreidimensionale Form vorgibt, die beim klassischen Nasa Para Wing durch die Waageleinen entsteht.
Vom herkömmlichen Konzept gelöst verstehen sich Ansätze, hybride Nasa Para Wings zu konzipieren. Hier werden Teile des Segels als Luftkammer konstruiert, wodurch sich möglicherweise die Klappstabilität der Kappe an der Leitkante verbessern würde.
Dass in Drachensegeln, die lediglich aus einer Lage Stoff bestehen, großes Entwicklungspotential steckt, beweist die amerikanische Firma KiteShip, die z. B. Tank- oder Containerschiffe mit großflächigen einlagigen Drachensegeln ziehen lässt. Diese Technologie verringert den Treibstoffverbrauch des herkömmlichen Antriebs.

## Pläne zum Eigenbau
Die Modelle NPW9b, Teega, NPW-HA und NPWC werden von keinem Hersteller angeboten und dürfen allein privat genutzt werden. Zu allen hier genannten Modellen sind im Internet Pläne, z. T. als Computerprogramme, veröffentlicht worden. Diese ermöglichen, eine beliebige Kielhöhe zu wählen, anhand der alle weiteren Parameter errechnet werden.